# Danh sách cầu thủ tham dự Cúp bóng đá Caribe 2010
Cúp bóng đá Caribe 2010 là một giải thi đấu bóng đá quốc tế tổ chức ở Martinique từ 26 tháng 11 – 5 tháng 12. 8 đội tuyển tham gia phải đăng ký danh sách 20 cầu thủ; chỉ có các cầu thủ trong đội hình mới được tham gia giải đấu.
Trước khi công bố đội hình chính thức cho giải đấu, các đội bóng phải lập danh sách đội hình sơ loại 30 người trước ngày 16 tháng 11 năm 2010, 10 ngày trước khi giải đấu khởi tranh.
Số trận, bàn thắng, câu lạc bộ và tuổi của cầu thủ được tính đến 26 tháng 11 năm 2010.
Ghi chú: Số trận và bàn thắng của một số cầu thủ có thể không hoàn thành nên không chính xác.

## Bảng H

### Trinidad và Tobago
Huấn luyện viên:  Russell Latapy
| Số | VT | Cầu thủ              | Ngày sinh (tuổi)            | Trận | Bàn | Câu lạc bộ            |
| -- | -- | -------------------- | --------------------------- | ---- | --- | --------------------- |
| 1  | TM | Jan-Michael Williams | 26 tháng 10, 1984 (26 tuổi) | 35   | 0   | W Connection          |
| 2  | TV | Clyde Leon (c)       | 8 tháng 12, 1983 (26 tuổi)  | 34   | 1   | W Connection          |
| 3  | HV | Yohance Marshall     | 22 tháng 1, 1986 (24 tuổi)  | 3    | 0   | L.A. Galaxy           |
| 4  | TV | Kerry Baptiste       | 1 tháng 12, 1981 (28 tuổi)  | 49   | 11  | Joe Public            |
| 5  | HV | Kern Cupid           | 11 tháng 4, 1984 (26 tuổi)  | 20   | 0   | W Connection          |
| 6  | HV | Daneil Cyrus         | 15 tháng 12, 1990 (19 tuổi) | 10   | 0   | Caledonia AIA         |
| 7  | TV | Hughton Hector       | 16 tháng 10, 1984 (26 tuổi) | 12   | 4   | W Connection          |
| 8  | TĐ | Trent Noel           | 14 tháng 1, 1976 (34 tuổi)  | 33   | 0   | Joe Public            |
| 9  | TĐ | Devon Jorsling       | 27 tháng 12, 1983 (26 tuổi) | 21   | 13  | Defence Force         |
| 10 | TV | Kevin Molino         | 17 tháng 6, 1990 (20 tuổi)  | 2    | 0   | Ma Pau                |
| 11 | TV | Anthony Wolfe        | 23 tháng 12, 1983 (26 tuổi) | 29   | 3   | Ma Pau                |
| 12 | HV | Julius James         | 9 tháng 7, 1984 (26 tuổi)   | 8    | 0   | D.C. United           |
| 13 | TĐ | Cornell Glen         | 21 tháng 10, 1981 (29 tuổi) | 62   | 23  | Unattached            |
| 14 | HV | Joevin Jones         | 3 tháng 8, 1991 (19 tuổi)   | 8    | 0   | W Connection          |
| 15 | TĐ | Lester Peltier       | 13 tháng 9, 1988 (22 tuổi)  | 8    | 1   | Ma Pau                |
| 16 | TĐ | Kendall Jagdeosingh  | 30 tháng 5, 1986 (24 tuổi)  | 5    | 0   | Puerto Rico Islanders |
| 17 | TĐ | Jamal Gay            | 9 tháng 2, 1989 (21 tuổi)   | 9    | 2   | Dardanel Spor         |
| 18 | HV | Densill Theobald     | 27 tháng 6, 1982 (28 tuổi)  | 72   | 2   | Caledonia AIA         |
| 19 | TV | Keon Daniel          | 16 tháng 1, 1984 (26 tuổi)  | 41   | 7   | Puerto Rico Islanders |
| 20 | TM | Marvin Phillip       | 1 tháng 8, 1984 (26 tuổi)   | 27   | 0   | W Connection          |

Ghi chú: Số trận và bàn thắng của một số cầu thủ có thể không hoàn thành nên không chính xác.

### Cuba
Huấn luyện viên:  Raúl González Triana
| Số | VT | Cầu thủ             | Ngày sinh (tuổi)            | Trận | Bàn | Câu lạc bộ          |
| -- | -- | ------------------- | --------------------------- | ---- | --- | ------------------- |
| 1  | TM | Odelín Molina       | 3 tháng 8, 1974 (36 tuổi)   | 68   | 0   | Villa Clara         |
| 2  | HV | Carlos Francisco    | 22 tháng 5, 1990 (20 tuổi)  | 9    | 0   | Santiago de Cuba    |
| 3  | HV | Yénier Márquez      | 3 tháng 1, 1979 (31 tuổi)   | 81   | 9   | Villa Clara         |
| 4  | HV | Hánier Dranguet     | 2 tháng 9, 1982 (28 tuổi)   | 0    | 0   | Guantánamo          |
| 5  | HV | Jorge Luís Clavelo  | 8 tháng 8, 1982 (28 tuổi)   | 26   | 2   | Villa Clara         |
| 6  | HV | Yoel Colomé         | 15 tháng 10, 1982 (28 tuổi) | 0    | 0   | Ciudad de La Habana |
| 7  | TV | Marcel Hernández    | 11 tháng 7, 1989 (21 tuổi)  | 4    | 1   | Ciudad de La Habana |
| 8  | TV | Jaime Colomé (c)    | 30 tháng 6, 1979 (31 tuổi)  | 54   | 9   | Ciudad de La Habana |
| 9  | TĐ | Alain Cervantes     | 17 tháng 11, 1983 (27 tuổi) | 52   | 8   | Ciego de Ávila      |
| 10 | TĐ | Roberto Linares     | 10 tháng 2, 1986 (24 tuổi)  | 18   | 11  | Villa Clara         |
| 11 | HV | Sander Fernández    | 19 tháng 7, 1987 (23 tuổi)  | 3    | 0   | Ciego de Ávila      |
| 12 | TM | Vismel Castellanos  | 24 tháng 4, 1976 (34 tuổi)  | 4    | 0   | Ciudad de La Habana |
| 13 | TĐ | Adonis Ramos        | 28 tháng 7, 1985 (25 tuổi)  | 8    | 0   | Granma              |
| 14 | HV | Alianni Urgellés    | 25 tháng 6, 1986 (24 tuổi)  | 18   | 1   | Guantánamo          |
| 15 | TĐ | Armando Coroneaux   | 2 tháng 7, 1985 (25 tuổi)   | 8    | 4   | Camagüey            |
| 16 | HV | Reysander Fernández | 22 tháng 8, 1984 (26 tuổi)  | 48   | 3   | Ciego de Ávila      |
| 17 | TV | Dagoberto Quesada   | 21 tháng 2, 1987 (23 tuổi)  | 3    | 0   | Camagüey            |
| 18 | TĐ | Yosniel Mesa        | 11 tháng 5, 1981 (29 tuổi)  | 0    | 0   | Cienfuegos          |
| 19 | TĐ | Leonel Duarte       | 1 tháng 8, 1987 (23 tuổi)   | 34   | 6   | Ciego de Ávila      |

Ghi chú: Số trận và bàn thắng của một số cầu thủ có thể không hoàn thành nên không chính xác.

### Martinique
Huấn luyện viên:  Guy-Michel Nisas
| Số | VT | Cầu thủ               | Ngày sinh (tuổi)            | Trận | Bàn | Câu lạc bộ       |
| -- | -- | --------------------- | --------------------------- | ---- | --- | ---------------- |
| 1  | TM | David Francillette    |                             | 0    | 0   | Samaritaine      |
| 3  | HV | Sébastien Crétinoir   | 12 tháng 2, 1986 (24 tuổi)  | 6    | 0   | Club Colonial    |
| 4  | HV | Daniel Hérelle        | 17 tháng 10, 1988 (22 tuổi) | 21   | 0   | Club Colonial    |
| 5  | TĐ | Patrick Percin (c)    | 18 tháng 12, 1976 (33 tuổi) | 46   | 15  | Bélimois         |
| 6  | HV | Johan Déluge          | 18 tháng 2, 1987 (23 tuổi)  | 21   | 0   | Emulation        |
| 7  | TV | Steeve Gustan         | 26 tháng 1, 1985 (25 tuổi)  | 20   | 1   | Club Franciscain |
| 8  | TV | Rodrigue Audel        | 16 tháng 9, 1985 (25 tuổi)  | 16   | 2   | Diamantinoise    |
| 9  | TĐ | Manuel Mencé          | 12 tháng 9, 1987 (23 tuổi)  | 1    | 0   | Rivière-Pilote   |
| 10 | TĐ | José-Thierry Goron    | 1 tháng 4, 1977 (33 tuổi)   | 33   | 11  | Case-Pilote      |
| 11 | HV | Ludovic Clément       | 5 tháng 12, 1976 (33 tuổi)  | 6    | 1   | Unattached       |
| 12 | HV | Stéphane Suédile      | 14 tháng 4, 1983 (27 tuổi)  | 23   | 0   | Club Franciscain |
| 13 | HV | Jacky Berdix          | 29 tháng 8, 1979 (31 tuổi)  | 0    | 0   | Case-Pilote      |
| 14 | TV | Fabrice Reuperné      | 18 tháng 9, 1975 (35 tuổi)  | 11   | 1   | Golden Star      |
| 15 | TV | Rodrigue César        | 14 tháng 4, 1988 (22 tuổi)  | 0    | 0   | Istres           |
| 17 | TĐ | Kévin Parsemain       | 13 tháng 2, 1988 (22 tuổi)  | 9    | 3   | Rivière-Pilote   |
| 18 | TV | Gaëtan Sidney         | 13 tháng 5, 1990 (20 tuổi)  | 0    | 0   | Nancy            |
| 19 | TV | Livaye Aliker         | 11 tháng 4, 1992 (18 tuổi)  | 0    | 0   | Aiglon           |
| 20 | TV | Sébastien Carole      | 2 tháng 9, 1982 (28 tuổi)   | 0    | 0   | Unattached       |
| 21 | HV | Frantz-Manuel Vulcain |                             | 0    | 0   | Aiglon           |
| 24 | TM | Eddy Heurlie          | 27 tháng 12, 1977 (32 tuổi) | 43   | 0   | Bélimois         |

Ghi chú: Số trận và bàn thắng của một số cầu thủ có thể không hoàn thành nên không chính xác.

### Grenada
Huấn luyện viên:  Franklyn Simpson
| Số | VT | Cầu thủ             | Ngày sinh (tuổi)            | Trận | Bàn | Câu lạc bộ           |
| -- | -- | ------------------- | --------------------------- | ---- | --- | -------------------- |
| 1  | TM | Andray Baptiste     | 15 tháng 4, 1977 (33 tuổi)  | 8    | 0   | Harrow Borough       |
| 2  | HV | David Cyrus         | 8 tháng 3, 1989 (21 tuổi)   | 0    | 0   | Bradford Park Avenue |
| 3  | HV | Shannon Phillip     | 9 tháng 11, 1988 (22 tuổi)  | 10   | 0   | Hurricane            |
| 4  | HV | Curt Rennie         | 26 tháng 6, 1983 (27 tuổi)  | 3    | 0   | Unattached           |
| 5  | HV | Cassim Langaigne    | 27 tháng 2, 1980 (30 tuổi)  | 29   | 3   | Hurricane            |
| 6  | HV | Marc Marshall       | 24 tháng 12, 1985 (24 tuổi) | 27   | 0   | G.B.S.S.             |
| 7  | TV | Byron Bubb          | 17 tháng 12, 1981 (28 tuổi) | 11   | 2   | Singh Saba Slough    |
| 8  | TĐ | Delroy Facey        | 22 tháng 4, 1980 (30 tuổi)  | 5    | 2   | Lincoln City         |
| 9  | TV | Ricky Charles       | 19 tháng 6, 1975 (35 tuổi)  | 37   | 20  | Q.P.R.               |
| 10 | TV | Kitson Bain         | 26 tháng 5, 1982 (28 tuổi)  | 27   | 11  | Q.P.R.               |
| 11 | HV | Anthony Modeste (c) | 30 tháng 8, 1975 (35 tuổi)  | 42   | 6   | Portmore United      |
| 12 | TĐ | Bradley Bubb        | 20 tháng 5, 1987 (23 tuổi)  | 0    | 0   | Farnborough          |
| 14 | TĐ | Marcus Julien       | 30 tháng 12, 1986 (23 tuổi) | 13   | 1   | E.S.S.               |
| 15 | HV | Rimmel Daniel       | 28 tháng 1, 1991 (19 tuổi)  | 4    | 0   | Gillingham           |
| 16 | TV | Arkenson Neckles    | 15 tháng 3, 1985 (25 tuổi)  | 8    | 0   | Unattached           |
| 17 | TV | Craig Rocastle      | 17 tháng 8, 1981 (29 tuổi)  | 0    | 0   | Sporting Kansas City |
| 18 | TĐ | Kyle Joseph         | 27 tháng 8, 1982 (28 tuổi)  | 4    | 0   | Hurricane            |
| 19 | HV | Patrick Modeste     | 30 tháng 9, 1976 (34 tuổi)  | 33   | 2   | Q.P.R.               |
| 20 | TV | Shane Rennie        | 14 tháng 12, 1986 (23 tuổi) | 29   | 5   | Paradise             |
| 30 | TM | Shemel Louison      | 9 tháng 8, 1990 (20 tuổi)   | 0    | 0   | Unattached           |

Ghi chú: Số trận và bàn thắng của một số cầu thủ có thể không hoàn thành nên không chính xác.

## Bảng I

### Guyana
Huấn luyện viên:  Wayne Dover
| Số | VT | Cầu thủ          | Ngày sinh (tuổi)            | Trận | Bàn | Câu lạc bộ             |
| -- | -- | ---------------- | --------------------------- | ---- | --- | ---------------------- |
| 1  | TM | Ronson Williams  | 15 tháng 7, 1987 (23 tuổi)  | 9    | 0   | Alpha United           |
| 2  | TV | Chris Nurse      | 7 tháng 5, 1984 (26 tuổi)   | 6    | 0   | Puerto Rico Islanders  |
| 3  | HV | Howard Lowe (c)  | 14 tháng 7, 1979 (31 tuổi)  | 38   | 1   | Alpha United           |
| 4  | HV | Chris Bourne     | 6 tháng 9, 1985 (25 tuổi)   | 10   | 1   | Croydon Athletic       |
| 5  | HV | Walter Moore     | 1 tháng 9, 1984 (26 tuổi)   | 33   | 2   | Caledonia AIA          |
| 6  | HV | Jake Newton      | 9 tháng 6, 1984 (26 tuổi)   | 8    | 0   | Havant & Waterlooville |
| 7  | TV | Dwain Jacobs     | 28 tháng 1, 1987 (23 tuổi)  | 15   | 0   | Alpha United           |
| 8  | TV | Dwain Ali        | 10 tháng 5, 1978 (32 tuổi)  | 8    | 0   | Western Tigers         |
| 9  | TĐ | Dwight Peters    | 23 tháng 8, 1986 (24 tuổi)  | 14   | 3   | Alpha United           |
| 10 | TĐ | Anthony Abrams   | 3 tháng 10, 1979 (31 tuổi)  | 30   | 6   | Alpha United           |
| 11 | HV | Kester Jacobs    | 28 tháng 7, 1987 (23 tuổi)  | 6    | 0   | Alpha United           |
| 12 | TV | Howard Newton    | 16 tháng 3, 1982 (28 tuổi)  | 7    | 0   | Staines Town           |
| 13 | HV | Charles Pollard  | 24 tháng 3, 1973 (37 tuổi)  | 30   | 2   | North East Stars       |
| 14 | TV | Sean Cameron     | 26 tháng 1, 1985 (25 tuổi)  | 8    | 1   | Miami FC               |
| 15 | TV | Shawn Beveney    | 27 tháng 3, 1982 (28 tuổi)  | 20   | 4   | Caledonia AIA          |
| 16 | TV | Philbert Moffat  | 16 tháng 3, 1983 (27 tuổi)  | 4    | 0   | Alpha United           |
| 17 | TV | Warren Gilkes    | 2 tháng 10, 1989 (21 tuổi)  | 2    | 0   | Defence Force          |
| 18 | TĐ | Devon Millington | 11 tháng 12, 1983 (26 tuổi) | 11   | 3   | Alpha United           |
| 19 | TĐ | Nigel Codrington | 5 tháng 7, 1979 (31 tuổi)   | 21   | 5   | Camptown               |
| 20 | TM | Derrick Carter   | 16 tháng 9, 1982 (28 tuổi)  | 1    | 0   | Western Tigers         |

Ghi chú: Số trận và bàn thắng của một số cầu thủ có thể không hoàn thành nên không chính xác.

### Guadeloupe
Huấn luyện viên:  Roger Salnot
| Số | VT | Cầu thủ                | Ngày sinh (tuổi)            | Trận | Bàn | Câu lạc bộ               |
| -- | -- | ---------------------- | --------------------------- | ---- | --- | ------------------------ |
| 1  | TM | Yohan Bus              | 2 tháng 12, 1986 (23 tuổi)  | 6    | 0   | Le Moule                 |
| 2  | HV | Kevin Lacroix          | 13 tháng 10, 1984 (26 tuổi) | 3    | 0   | Unattached               |
| 3  | HV | Mathias Babel          | 26 tháng 5, 1983 (27 tuổi)  | 7    | 0   | Saintes de Terre-de-Haut |
| 4  | HV | Ulrick Lupede          | 1 tháng 6, 1984 (26 tuổi)   | 0    | 0   | Naval                    |
| 5  | TĐ | Dominique Mocka        | 13 tháng 8, 1978 (32 tuổi)  | 27   | 11  | Vieux-Habitants          |
| 6  | TV | Stéphane Auvray (c)    | 4 tháng 9, 1981 (29 tuổi)   | 16   | 2   | Sporting Kansas City     |
| 7  | TĐ | Michaël Niçoise        | 19 tháng 9, 1984 (26 tuổi)  | 3    | 1   | Tournai                  |
| 8  | TV | Flavien Belson         | 27 tháng 2, 1987 (23 tuổi)  | 0    | 0   | Cannes                   |
| 9  | TĐ | Ludovic Gotin          | 25 tháng 7, 1985 (25 tuổi)  | 16   | 11  | Le Moule                 |
| 10 | TV | Grégory Gendrey        | 10 tháng 7, 1986 (24 tuổi)  | 16   | 6   | Compiègne                |
| 11 | TĐ | Mickaël Antoine-Curier | 5 tháng 3, 1983 (27 tuổi)   | 11   | 6   | Unattached               |
| 12 | TĐ | Cédric Collet          | 7 tháng 3, 1984 (26 tuổi)   | 6    | 1   | Standard Liège           |
| 13 | HV | Jean-Luc Lambourde     | 10 tháng 4, 1980 (30 tuổi)  | 44   | 10  | Amical Club              |
| 14 | HV | Julien Ictoi           | 22 tháng 3, 1978 (32 tuổi)  | 7    | 0   | Le Moule                 |
| 15 | TV | Livio Nabab            | 14 tháng 6, 1988 (22 tuổi)  | 5    | 0   | Caen                     |
| 16 | TM | Marius Fausta          | 28 tháng 4, 1973 (37 tuổi)  | 14   | 0   | Evolucas                 |
| 17 | TV | Lery Hanany            | 1 tháng 10, 1982 (28 tuổi)  | 33   | 4   | La Gauloise              |
| 18 | HV | Eddy Viator            | 2 tháng 6, 1982 (28 tuổi)   | 7    | 0   | Unattached               |
| 19 | TV | Larry Clavier          | 9 tháng 1, 1981 (29 tuổi)   | 5    | 0   | Penafiel                 |
| 20 | TĐ | Loïc Loval             | 28 tháng 9, 1981 (29 tuổi)  | 10   | 3   | Vannes                   |

Ghi chú: Số trận và bàn thắng của một số cầu thủ có thể không hoàn thành nên không chính xác.

### Jamaica
Huấn luyện viên:  Theodore Whitmore
| Số | VT | Cầu thủ           | Ngày sinh (tuổi)            | Trận | Bàn | Câu lạc bộ           |
| -- | -- | ----------------- | --------------------------- | ---- | --- | -------------------- |
| 1  | TM | Richard McCallum  | 23 tháng 3, 1984 (26 tuổi)  | 7    | 0   | Waterhouse           |
| 2  | TV | Richard Edwards   | 15 tháng 4, 1983 (27 tuổi)  | 18   | 0   | Harbour View         |
| 3  | TV | Sergio Campbell   | 16 tháng 1, 1992 (18 tuổi)  | 0    | 0   | Clarendon College    |
| 4  | HV | Shavar Thomas (c) | 29 tháng 1, 1981 (29 tuổi)  | 34   | 0   | Sporting Kansas City |
| 5  | HV | O'Brian Woodbine  | 1 tháng 11, 1988 (22 tuổi)  | 7    | 0   | Reno                 |
| 6  | HV | Jermaine Taylor   | 14 tháng 1, 1985 (25 tuổi)  | 45   | 0   | St. George's         |
| 7  | TV | Lovel Palmer      | 30 tháng 8, 1984 (26 tuổi)  | 16   | 0   | Houston Dynamo       |
| 8  | HV | Eric Vernan       | 4 tháng 7, 1987 (23 tuổi)   | 18   | 2   | Portmore United      |
| 9  | TĐ | Ryan Johnson      | 26 tháng 11, 1984 (26 tuổi) | 8    | 2   | San Jose Earthquakes |
| 10 | TĐ | Keammar Daley     | 18 tháng 2, 1988 (22 tuổi)  | 12   | 2   | Tivoli Gardens       |
| 11 | TĐ | Dane Richards     | 14 tháng 12, 1983 (26 tuổi) | 21   | 2   | New York Red Bulls   |
| 12 | TV | Marvin Morgan     | 16 tháng 8, 1992 (18 tuổi)  | 1    | 0   | Boys' Town           |
| 13 | TM | Dwayne Miller     | 14 tháng 7, 1987 (23 tuổi)  | 13   | 0   | Syrianska            |
| 14 | TĐ | Omar Cummings     | 13 tháng 7, 1982 (28 tuổi)  | 18   | 4   | Colorado Rapids      |
| 15 | HV | Shaun Francis     | 2 tháng 10, 1986 (24 tuổi)  | 2    | 0   | Columbus Crew        |
| 16 | HV | Troy Smith        | 24 tháng 4, 1987 (23 tuổi)  | 2    | 0   | Village United       |
| 17 | TV | Rodolph Austin    | 1 tháng 6, 1985 (25 tuổi)   | 32   | 3   | Brann                |
| 18 | HV | Keneil Moodie     | 29 tháng 7, 1986 (24 tuổi)  | 13   | 0   | Waterhouse           |
| 19 | HV | Adrian Reid       | 10 tháng 3, 1985 (25 tuổi)  | 19   | 0   | Portmore United      |
| 20 | TĐ | Luton Shelton     | 11 tháng 11, 1985 (25 tuổi) | 50   | 28  | Vålerenga            |

Ghi chú: Số trận và bàn thắng của một số cầu thủ có thể không hoàn thành nên không chính xác.

### Antigua và Barbuda
Huấn luyện viên:  Rowan Benjamin
| Số | VT | Cầu thủ           | Ngày sinh (tuổi)            | Trận | Bàn | Câu lạc bộ        |
| -- | -- | ----------------- | --------------------------- | ---- | --- | ----------------- |
| 1  | TM | Molvin James      | 4 tháng 5, 1989 (21 tuổi)   | 6    | 0   | Villa Lions       |
| 2  | HV | Ranjae Christian  | 18 tháng 12, 1971 (38 tuổi) | 26   | 2   | Bassa             |
| 3  | HV | Kerry Parker      | 16 tháng 12, 1979 (30 tuổi) | 5    | 0   | SAP               |
| 4  | TV | Karanja Mack      | 24 tháng 8, 1987 (23 tuổi)  | 13   | 0   | SAP               |
| 5  | HV | Dave Carr         | 27 tháng 1, 1982 (28 tuổi)  | 24   | 0   | Bassa             |
| 6  | TV | Josh Parker       | 1 tháng 12, 1990 (19 tuổi)  | 3    | 0   | Wycombe Wanderers |
| 7  | TĐ | Gayson Gregory    | 5 tháng 4, 1982 (28 tuổi)   | 30   | 5   | Joe Public        |
| 8  | TV | Quentin Griffith  | 27 tháng 2, 1992 (18 tuổi)  | 5    | 1   | Golden Stars      |
| 9  | TĐ | Kerry Skepple     | 25 tháng 11, 1980 (30 tuổi) | 14   | 1   | All Saints United |
| 10 | TV | Desmond Bleau     | 2 tháng 9, 1982 (28 tuổi)   | 11   | 1   | Sea View Farm     |
| 11 | TĐ | Jamie Thomas      | 21 tháng 10, 1985 (25 tuổi) | 19   | 7   | Bassa             |
| 12 | TV | Justin Cochrane   | 26 tháng 1, 1982 (28 tuổi)  | 8    | 1   | Boreham Wood      |
| 13 | TV | Keiran Murtagh    | 29 tháng 10, 1988 (22 tuổi) | 0    | 0   | Wycombe Wanderers |
| 14 | TĐ | Randolph Burton   | 14 tháng 1, 1987 (23 tuổi)  | 14   | 3   | Bassa             |
| 15 | TV | Lawson Robinson   | 19 tháng 10, 1986 (24 tuổi) | 2    | 0   | All Saints United |
| 16 | TĐ | Peter Byers       | 20 tháng 10, 1984 (26 tuổi) | 24   | 12  | Parham            |
| 17 | HV | George Dublin (c) | 11 tháng 2, 1977 (33 tuổi)  | 36   | 2   | Hoppers           |
| 18 | TM | Keita DeCastro    | 23 tháng 5, 1981 (29 tuổi)  | 7    | 0   | All Saints United |
| 19 | HV | Marvin McCoy      | 2 tháng 10, 1988 (22 tuổi)  | 0    | 0   | Wycombe Wanderers |
| 20 | TV | Akeem Thomas      | 5 tháng 1, 1990 (20 tuổi)   | 8    | 1   | Bassa             |

Ghi chú: Số trận và bàn thắng của một số cầu thủ có thể không hoàn thành nên không chính xác.